# Пай-Педру
Пай-Педру (порт. Pai Pedro) — муниципалитет в Бразилии, входит в штат Минас-Жерайс. Составная часть мезорегиона Север штата Минас-Жерайс. Входит в экономико-статистический микрорегион Жанауба. Население составляет 6049 человек на 2006 год. Занимает площадь 785,106 км². Плотность населения — 7,7 чел./км².

## История
Город основан 21 декабря 1995 года. 

## Статистика
- Валовой внутренний продукт на 2003 год составляет 12 503 907,00 реалов (данные: Бразильский институт географии и статистики).
- Валовой внутренний продукт на душу населения на 2003 год составляет 2101,50 реалов (данные: Бразильский институт географии и статистики).
- Индекс развития человеческого потенциала на 2000 год составляет 0,575 (данные: Программа развития ООН).